# Астапов, Николай Яковлевич
Никола́й Я́ковлевич Аста́пов (1826 — 7 апреля 1862, Севастополь, Таврическая губерния) — офицер Российского императорского флота, участник Крымской войны, обороны Севастополя. Георгиевский кавалер, капитан 2 ранга.

## Биография
Николай Яковлевич Астапов родился в 1826 году, происходил из дворян города Николаева Херсонской губернии.
Получил домашнее образование. 1 июня 1837 года вступил в службу и произведён в гардемарины Черноморского флота. 30 марта 1841 года произведён в мичманы со старшинством с 21 декабря 1839 года и назначением на Балтийский флот. На линейном корабле «Россия» крейсировал в Финском заливе.
С 1842 года вновь служил на Черноморском флоте, участвовал в крейсерствах у восточного берега Чёрного моря и обследованиях укреплений черноморской береговой линии. В 1843 году на фрегате «Месемврия» и транспорте «Бзыб» плавал у абхазских берегов, в 1844 году на транспортах «Буг» и «Суджук-кале» плавал по азовским и черноморским портам для перевозки грузов, в 1845 году на бриге «Неарк» крейсировал у абхазских берегов. 7 апреля 1846 года был произведен в лейтенанты. На транспорте «Ингул» плавал по черноморским портам. В 1847—1849 годах служил на фрегате «Коварна» и бриге «Птолемей», крейсировал в Чёрном море у кавказских берегов, затем на фрегате «Коварна» плавал с десантными войсками между Севастополем и Очаковом. В 1850 году на пароходофрегате «Херсонес» ходил между Одессой и Константинополем. В 1851—1854 годах вновь служил на фрегате «Коварна», плавал по укреплениям Черноморской береговой линии и по портам.

### Участие в Крымской войне

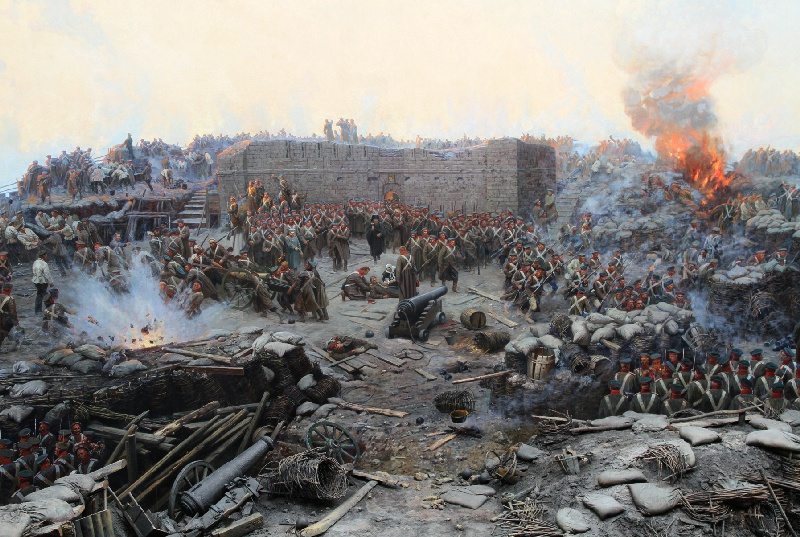
Оборона Севастополя (Франц Рубо)

С 5 октября 1854 года лейтенант Астапов состоял в гарнизоне Севастополя на 3-м отделении оборонительной линии. Первоначально являлся «начальником штуцерных команд от всех полков, потом траншей-майором по 3-му отделению». Лично ходил со штуцерными «охотниками» отгонять английских стрелков, приближавшихся к бастиону № 3, заведовал дневными и ночными аванпостами, вёл постоянное наблюдение за строительством контр-траншей, тем самым оттесняя неприятельских стрелков. Высочайшим указом от 6 декабря 1854 года «в воздаяние отличной храбрости и мужества, оказанных во время бомбардирования г. Севастополя англо-французскими войсками и флотом» был награждён орденом Святого Георгия 4-й степени (№ 9549).
В ночь с 8 на 9 декабря 1854 года командуя 150-ю «охотниками» произвел успешную вылазку на позиции англичан на Воронцовой горе, за что был удостоен Золотой полусаблей с надписью «За храбрость», за вылазку в ночь на 1 января 1855 года произведён за отличие 30 марта в капитан-лейтенанты, а за вылазку в ночь с 10 на 11 марта 1855 года — награждён 20 апреля орденом Святого Владимира 4-й степени с бантом. В ночных столкновениях Астапов был ранен штыком в бок и контужен прикладом в грудь, на левой руке был оторван указательный палец. Лечился в Севастопольском морском госпитале.
После Крымской войны прибыл в 1856 году из Севастополя, через Николаев, в Москву и Петербург, а оттуда в Гельсингфорс. Служил на Балтийском флоте, командовал шхуной «Вихрь». На парусно-винтовом корвете «Новик» в 1857—1858 годах совершил переход из Кронштадта в Николаев. В 1858 году награждён орденом Святого Станислава 2-й степени. В 1858—1861 годах командовал корветами «Зубр» и «Буйвол» на Чёрном море, в 1860 году произведён в капитаны 2-го ранга.
Скончался от ран и контузий 25 марта 1862 года в Севастополе, был похоронен на Михайловском кладбище на Северной стороне города Севастополя. Надгробный памятник и могила не сохранились.

## Память
Имя Николая Яковлевича Астапова увековечено на мраморной плите в верхней церкви собора Святого Равноапостольного князя Владимира, где нанесены имена 72 офицеров Морского ведомства, кавалеров ордена Святого Георгия с доблестью защищавших Отечество в период Крымской войны 1853—1856 годов.